# Vescovana
Vescovana es una comuna de 1.662 habitantes de la provincia de Padua.

## Geografía
Se encuentra localizada a 60 kilómetros al suroeste de Venecia y unos 35 kilómetros al suroeste de Padua. Los municipios limítrofes de Vescovana son: Barbona, Boara Pisani (1,01 km), Granze, Rovigo, Sant'Urbano, Stanghella (2,97 km), Villa Estense.

## Demografía
Desde 1871 se mantuvo un ligero ascenso de la población en la comuna hasta el máximo de 2794 alcanzado en 1951. A partir de ese momento la población ha decaído hasta el mínimo de 1568 en el comienzo del año 2000.
| Gráfica de evolución demográfica de Vescovana entre 1861 y 2001 |
|                                                                 |
| Fuente ISTAT - elaboración gráfica de Wikipedia                 |